# Нове покоління
Нове покоління (Nove Pokolinya) — канадський український гурт з Торонто. Репертуар гурту, в основному, складають українські народні пісні в сучасній обробці. З часу заснування гурт активно гастролює і бере участь в українських фестивалях у Канаді.

## Склад
Засновники гурту: 
- Андрій Сидоришин — акордеон, лідер-вокал
- Андрій Чорний — гітара, лідер-вокал
- Богдан Морох — ударні, бек-вокал

Пізніші учасники гурту: 
- Христина Михальків — вокал, клавішні
- Майк Михальків — бас-гітара
- Петро Грабовський — бас-гітара
- Террі Гуцал — гітара
- Юрко Михалюк — гітара, лідер-вокал
- Джордж «Gonzz» Наконечний — бас-гітара, вокал
- Маркіян Шнурівський — гітара, лідер-вокал

Кінцевий склад гурту:
- Богдан Морох — ударні, бек-вокал
- Андрій Сидоришин — акордеон, лідер-вокал
- Джордж «Gonzz» Наконечний — бас-гітара, вокал
- Маркіян Шнурівський — гітара, лідер-вокал

## Дискографія
- Nove Pokolinya — Volume 1 (1986)[2]
- Nove Pokolinya — Volume 2 (1988)[3]

## Відео виступів
- 1989 Pysanka Festival
- 2012 Toronto Ukrainian Festival
- Malanka 2014 — Toronto
- 2015 Toronto Ukrainian Festival